# Insulare Schriften

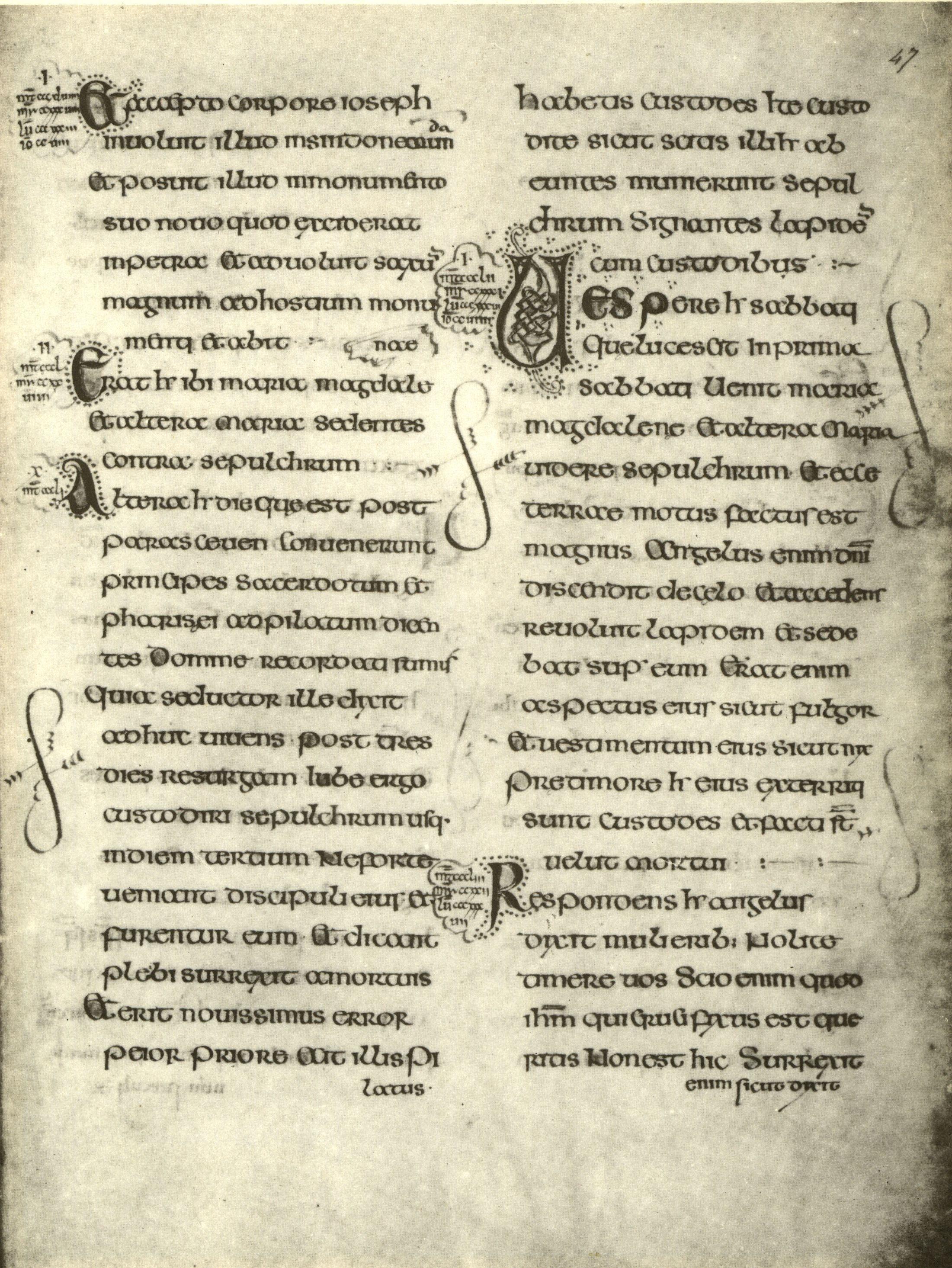
Insulare Rundschrift in einer Handschrift des Matthäus-Evangeliums, zweite Hälfte des 8. Jahrhunderts. Rom, Biblioteca Apostolica Vaticana, Barb. Lat. 570, fol. 47r

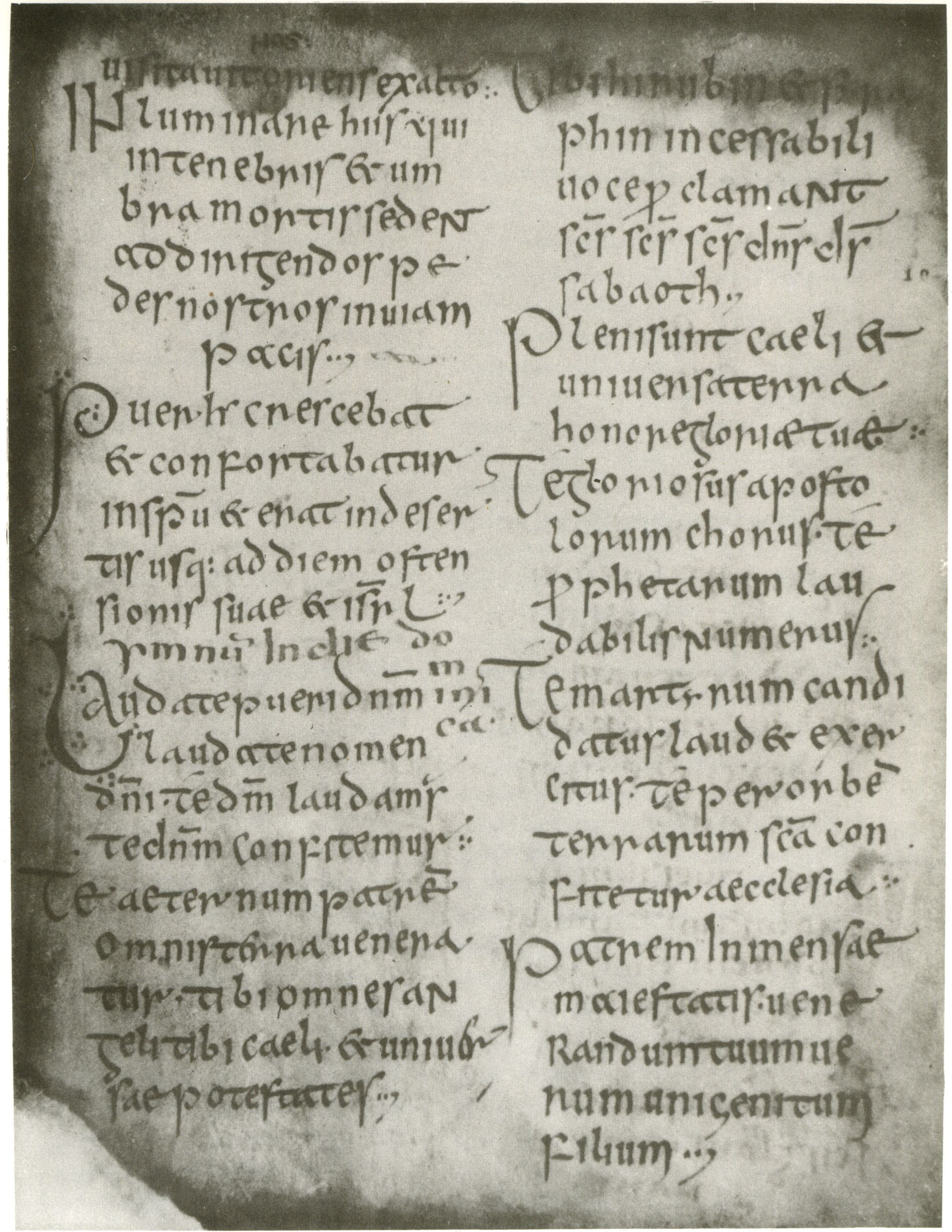
Insulare Spitzschrift in einem Orationale aus Bangor Abbey (680/691). Mailand, Biblioteca Ambrosiana, C 5 inf., fol. 10r

Als insulare Schriften bezeichnet man die irische Schrift, die sonstigen keltischen Schriften und die angelsächsische Schrift. Diese Schriften sind im Frühmittelalter unter schwacher Beeinflussung durch die Ogham-Schrift auf der Grundlage der Halbunziale und in geringerem Maß der Unziale gebildet worden. Sie fanden zunächst in Irland, später auch in Schottland und England Verwendung. 
Die Halbunziale war die Schrift der meisten Codices, die von den Missionaren, die Irland im 5. Jahrhundert christianisierten, mitgebracht wurden. Daher dominierte ihr Einfluss. Die Ausgangsbasis für die Entstehung der insularen Schriften bildeten nicht kursiv geschriebene Schriftstücke des Geschäftsverkehrs, sondern in halbunzialer Buchschrift geschriebene kostbare Handschriften. Der Beginn der irischen Schrift fällt wohl in die zweite Hälfte des 6. Jahrhunderts. Die Angelsachsen wurden mit dieser Schrift durch die irische Mission in Northumbrien ab 634 sowie durch den jahrelangen Aufenthalt vieler Angelsachsen in Irland vertraut. So entwickelte sich eine irisch-northumbrische Kalligraphie und Buchkunst.
Ein Hauptmerkmal aller insularen Schriften sind die spachtelförmigen Schaftansätze. Dabei handelt es sich um eine Zierform, die sich in den dreieckigen Abschlüssen der Oberlängen zeigt und in den Schaftansätzen von i, u, f, p, r, den ersten Schäften von m und n und den Schäften von N und R wiederholt.
Die älteste Form der insularen Schriften ist eine Halbunziale, die als „insulare Rundschrift“ bezeichnet wird, da sie vor allem durch stark ausgeprägte Rundungen charakterisiert ist. Das Schriftbild ist gedrungen. Die Rundschrift wurde in erster Linie für Prachthandschriften verwendet. Im 7. Jahrhundert wurde die „Spitzschrift“ oder „insulare Minuskel“ entwickelt, die Raum sparte und das Schreiben erleichterte. Die Rundschrift verschwand ab dem 9. Jahrhundert weitgehend, die Spitzschrift hingegen blieb das ganze Mittelalter hindurch erhalten.
Irische und angelsächsische Mönche brachten ihre Schrift ab dem Ende des 6. Jahrhunderts aufs Festland ins Fränkische Reich. Durch die von insularem Einfluss geprägten festländischen Skriptorien verbreiteten sich insulare Schriften im heutigen Frankreich, im deutschsprachigen Raum und in Oberitalien. Zu den bedeutendsten Zentren zählten die Klöster Bobbio, Echternach und Fulda. Auch einheimische Schreiber orientierten sich an den insularen Vorbildern. Umgekehrt nahm in England ab dem 10. Jahrhundert kontinentaler Einfluss zu, wobei cluniazensische Mönche vom Festland eine wichtige Rolle spielten. Die insulare Schrift nahm kontinentale Elemente auf. Für lateinische Texte setzte sich die karolingische Minuskel durch, in englischen Texten hingegen konnte sich die insulare Schrift noch länger behaupten.
Die Skriptorien, in denen insulare Schriften verwendet wurden, brachten Handschriften von höchster Qualität hervor, darunter das Book of Armagh, das Book of Durrow, das Book of Kells und das Book of Lindisfarne.